# Медаль Домініка Луї Сервенті
Медаль Д. Л. Сервенті (англ. D. L. Serventy Medal) — щорічна нагорода, яку присуджує Королівський австралазійський орнітологічний союз за публікацію робіт про птахів Австралазійського регіону. Назва вшановує пам'ять австралійського орнітолога Домініка Луї Сервенті (1904—1988). Вперше вона була присуджена в 1991 році.

## Реціпієнти[2][3]
- 1991 — Аєн Сесіл Роберт Роулі
- 1992 — Джон Воргем
- 1993 — Г'ю Аластер Форд
- 1994 — Гаррі Фредерік Речер
- 1995 — Джеймс Аллен Кіст
- 1996 — Кліфф Фріт і Доун Фріт
- 1997 — Пенні Олсен
- 1998 — Річард Занн[4]
- 1999 — Джиро Кіккава
- 2000 — без атрибуції
- 2001 — Джон Войнарскі
- 2002 — без атрибуції
- 2003 — Тревор Ворті та Річард Голдавей
- 2004 — Ендрю Кокберн
- 2005 — Леслі Брукер і Майкл Брукер
- 2006 — Деніс А. Сондерс
- 2007 — Майкл Кларк
- 2008 — Стівен Гарнетт and Габрієль Кроулі
- 2009 — Карла Катералл
- 2010 — Девід Лінденмаєр
- 2011 — Девід Патон
- 2012 — Річард Кінгсфорд
- 2013 — Рон Вуллер
- 2014 — Річард Лойн
- 2015 — Стівен Дебус
- 2016 — Соня Кляйндорфер
- 2017 — Сара Легге
- 2018 — Лео Джордж Джозеф[5]
- 2019 — Наомі Лангмор
- 2020 — Ральф Мак Нейллі
- 2021 — Ендрю Беннетт